# 台灣長鬃山羊
台灣長鬃山羊，淸稱「山羊」，又稱台湾鬣羚、台灣野山羊、台灣羚羊、台灣氈鹿，是台灣特有種的動物，也是台灣唯一的野生牛科動物。由低海拔300公尺的小山，一直到高海拔之玉山南峰、南湖圈谷和雪山圈谷等高山附近，都可以找到台灣長鬃山羊的足跡。目前在1,000公尺以上的山區，牠們的出現機會比較高。

## 分類
在動物分類學上，屬於牛科之羊亞科（Capainae）的動物，除了我們比較熟知的山羊和綿羊以外，還有斑羚屬（Naemorhedus）、臆羚屬（Rupicapra）、岩羊屬（Pseudois）、麝牛屬（Ovibo）和羚牛屬（Budorcas）等，牠們和山羊以及綿羊在外型上並不完全相似。
事實上，長鬃山羊在分類學上的位置，一直都有著極大的爭議。牠們原先被列於羚羊亞科（Antelopes），後來又改列於羊亞科，因為牠們可以說是介於羊於羚羊之間的動物。這也就是台灣長鬃山羊為什麼又被叫做「台灣羚羊」的緣故。
在被歸為羊亞科以後，一開始台灣長鬃山羊被歸類於該亞科中的長鬃山羊屬。世界上現存的長鬃山羊只有兩種，一種是馬來長鬃山羊（Carpricornis sumatraensis），另一種是日本長鬃山羊（C. crispus）。而日本長鬃山羊可以再分為日本長鬃山羊（C. crispus crispus）和台灣長鬃山羊（C. crispus swinhoei）兩個亞種。
但是，Wilson 和Reeder在1993年又發表了新的分類系統，將台灣長鬃山羊歸在斑羚屬，學名則變為。過去台灣長鬃山羊被認為是與日本長鬃山羊同種的亞種，但是，如果依照Wilson 和Reeder之新的分類法的話，台灣長鬃山羊就已經獨立為台灣的特有種了。
分子系統發生學研究表明斑羚屬和鬣羚屬實姐妹群，而本種屬於後者。

## 特徵
- 型態特徵：頭及軀幹長80－114厘米，尾長約6.5厘米，體重25－35公斤。大部分為深褐色，背頸中央一帶為黑色。腮、喉部和上頸為淺黃褐色，雌雄皆有一對洞角，呈圓椎狀，頂端尖銳且略向後曲，終生不脫落。

- 分布：由低海拔200公尺到高海拔之玉山南峰、南湖圈谷和雪山圈谷附近，都有台灣長鬃山羊的分布。目前在1,000公尺以上的山區，牠們的出現機會較高。

- 食物：喜食植物及草，如冷杉、鐵杉、圓柏的葉子，以及芒草、咬人貓等。

- 習性：清晨與黃昏是其活動高峰，有強烈的領域性，會將身上的分泌液塗在其經常出沒路線的樹上，表示此路是牠的。喜歡單獨活動，因其蹄有突出外側，可輕易絆住岩石表面而活動，常出現於裸露岩石崩塌處和險峻陡峭山區。

### 引用
1. ↑  Chiang, P.J. & Pei, K.J-C. . The IUCN Red List of Threatened Species 2008.   [2013-01-13].
2. ↑  唐景崧修蔣師轍薛紹元《台灣通志》；陳淑均《Kamalan廳志》
3. ↑  Yang, Chengzhong; Xiang, Changkui; Qi, Wenhua; Xia, Shan; Tu, Feiyun; Zhang, Xiuyue; Moermond, Timothy; Yue, Bisong. . Biochemical Systematics and Ecology. 2013-06-01, 48  [2024-09-12]. ISSN 0305-1978. doi:10.1016/j.bse.2012.12.005. （原始内容存档于2024-12-26）.